# 国际经济学
国际经济学，是经济学的一門分支學科，主要探討在跨國的經濟活動中，生產與消費的循環過程。此學科以宏觀的角度，則是著重於各國之間的貿易、投資與移民議題分析。其分支研究為国际贸易、国际金融以及相关经济政策。

## 國際貿易

### 研究範疇與研究方法
國際貿易理論與其他經濟學門的不同之處，在於其以國家作為資本、勞動力等有限資源的主要分析單位。也就是說，國際經濟學與其他的經濟分析，原理上並沒有多大差異，而是在分析規模上，國際經濟學著重於分析國家在跨地域中的貿易過程。因此，國際經濟學的研究方法與其他的經濟學研究所使用的模型、理論差不多。然而，由於政府對於貿易常會有所規範或限制，所以國際經濟學的研究較多在分析政策影響經濟之間的因果關係。
國際經濟學的大致可劃分為兩類－－古典理論與現代貿易理論。以古典理論稱之的經濟學研究大略源自於李嘉圖的比較利益法則，以此為基礎所演繹而生的一系列理論。另一方面，現代理論分析則主要以實證經驗為歸納、分析基礎。

### 古典理論
絕對利益理論
比較利益法則
李嘉圖模型
Heckscher-Ohlin理論

### 現代理論
產業內貿易理論

## 國際金融

### 政策與機構
- IMF
- 世界銀行
- 聯合國經濟及社會理事會